# شعاع

یک دایره که محیط آن با C به رنگ مشکی, قطر آن (D) به رنگ فیروزه‌ای, و شعاع آن (R) به رنگ قرمز مشخص شده‌است. مرکز دایره نیز با O در وسط مشخص است.

شعاع یا تابش یا ریون (به انگلیسی: Radius) (به فرانسوی: Rayon) به پاره‌خطی گویند که مرکز دایره یا کره را به محیط آن اتصال دهد. شعاع دقیقاً اندازه نیم یک قُطر است و در فرمول‌های مربوط به محیط، مساحت و حجم در هندسه کاربرد دارد.